# 仁德天主教小學
仁德天主教小學（英語：Yan Tak Catholic Primary School）位於香港新界屯門蝴蝶邨,是天主教香港教區男女子小學,建築與聖瑪竇宗徒堂相連。學校於1983年創辦,現任校長為羅淑貞女士。該校校訓為「仁智善德」。該校聯繫中學為屯門天主教中學。

## 校訓
仁智善德

## 辦學宗旨
- 秉承教會傳揚福音的使命，使學生認識愛主愛人的道理，並能身體力行，活出基督精神。

## 校舍
此校為一座標準小學校舍，面積達3900平方米，共有課室24間、特別室10間，所有課室及特別室均有空氣調節及多媒體設施配合多元化教學，此外，天台更設有心靈花園以綠化校園。
校舍在2007年曾進行維修工程，興建新翼。2021年曾進行維修工程，重鋪籃球場。到2022年，圖書館暫時封閉,以進行重新翻新工程,並且於2023年6月中重新開放。

## 外部連結
- 官方网站